# Onthophagus pugnax
Onthophagus pugnax es una especie de insecto del género Onthophagus, familia Scarabaeidae, orden Coleoptera.

Fue descrita científicamente por Harold en 1868.